# Smithville (Arkansas)
Smithville es un pueblo ubicado en el condado de Lawrence en el estado estadounidense de Arkansas. En el Censo de 2010 tenía una población de 78 habitantes y una densidad poblacional de 50,03 personas por km².

## Geografía
Smithville se encuentra ubicado en las coordenadas 36°4′50″N 91°18′9″O / 36.08056, -91.30250. Según la Oficina del Censo de los Estados Unidos, Smithville tiene una superficie total de 1.56 km², de la cual 1.56 km² corresponden a tierra firme y (0%) 0 km² es agua.

## Demografía
Según el censo de 2010, había 78 personas residiendo en Smithville. La densidad de población era de 50,03 hab./km². De los 78 habitantes, Smithville estaba compuesto por el 97.44% blancos, el 0% eran afroamericanos, el 0% eran amerindios, el 0% eran asiáticos, el 0% eran isleños del Pacífico, el 0% eran de otras razas y el 2.56% pertenecían a dos o más razas. Del total de la población el 1.28% eran hispanos o latinos de cualquier raza.